# 42型150公厘自走火箭炮

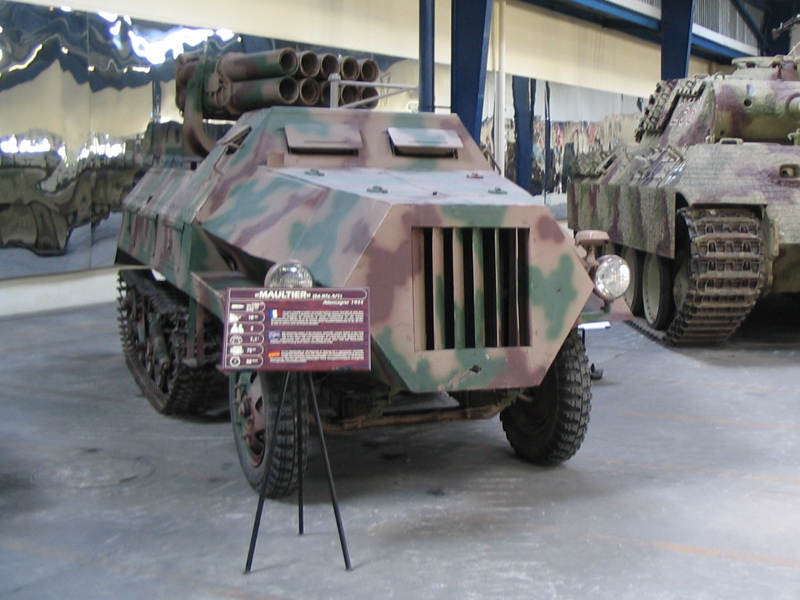
Panzerwerfer 安裝在 Maultier 上

42型150公厘自走火箭炮（德語：Panzerwerfer，直譯是裝甲車發射器），是納粹德國於二戰期間製造的兩種半履帶車多管火箭炮的其中之一種。這兩種作為自走炮的車種分別是 15 cm Panzerwerfer 42 auf Selbstfahrlafette Sd.Kfz.4/1 和 15 cm Panzerwerfer 42 auf Schwerer Wehrmachtsschlepper。

## 特徵
42型150公厘自走火箭炮重7.1噸，車身六公尺，兩米寬和接近三公尺高。它的最高車速能達至每小時四十公里。當中一些半履帶車通常會裝設一個專門設計來裝置在歐寶引擎的Nebelwerfer 42發射系統。德國工程師設計這個系統是因為發射Nebelwerfer後會留下顯眼的煙霧，這使得42型150公厘自走火箭炮在戰場上變得非常顯眼而增加成為敵方目標的風險。整個發射系統包括10個火箭發射管和20支火箭(通常)，足夠進行兩輪10管火箭齊射。車組人員有三名：一名指揮官兼車長、一名無線電報員和一名操作員。

## 歷史
42型150公厘自走火箭炮Sd.Kfz.4/1最初於1943年四月投產，並生產至1945年三月。希特勒於1942年已要求生產這類型車輛，於1943年秋季第一次在前線進行測試。歐寶為其最大生產商，負責生產其中的大部分組件，包括當中亞當歐寶3.6升6缸引擎，能提供68匹馬力和80升的燃料容量。總共生產300輛42型150公厘自走火箭炮及289輛衍生型Munitionkraftswagen。

## 評價
它的準確度比自走炮差得多，但這缺點卻為它帶來另一個好處：它能對一個地區實施飽和打擊，讓敵方步兵心生恐懼。而最大缺點是它的射程：有效射程只有約4,000至6,500公尺，最大射程為7,000公尺。在諾曼第戰役中，有不少向盟軍集結部隊發射的火箭彈射偏了數百甚至數千英尺。
有些42型150公厘自走火箭炮會裝設一挺機槍於車頂上以作防禦用途。由於發射火箭時尖銳的噪音，有些盟軍士兵會稱它為(Moaning Minnie)，射擊聲與 Nebelwerfer 固定炮台相似。